# Карпофор и Эксант

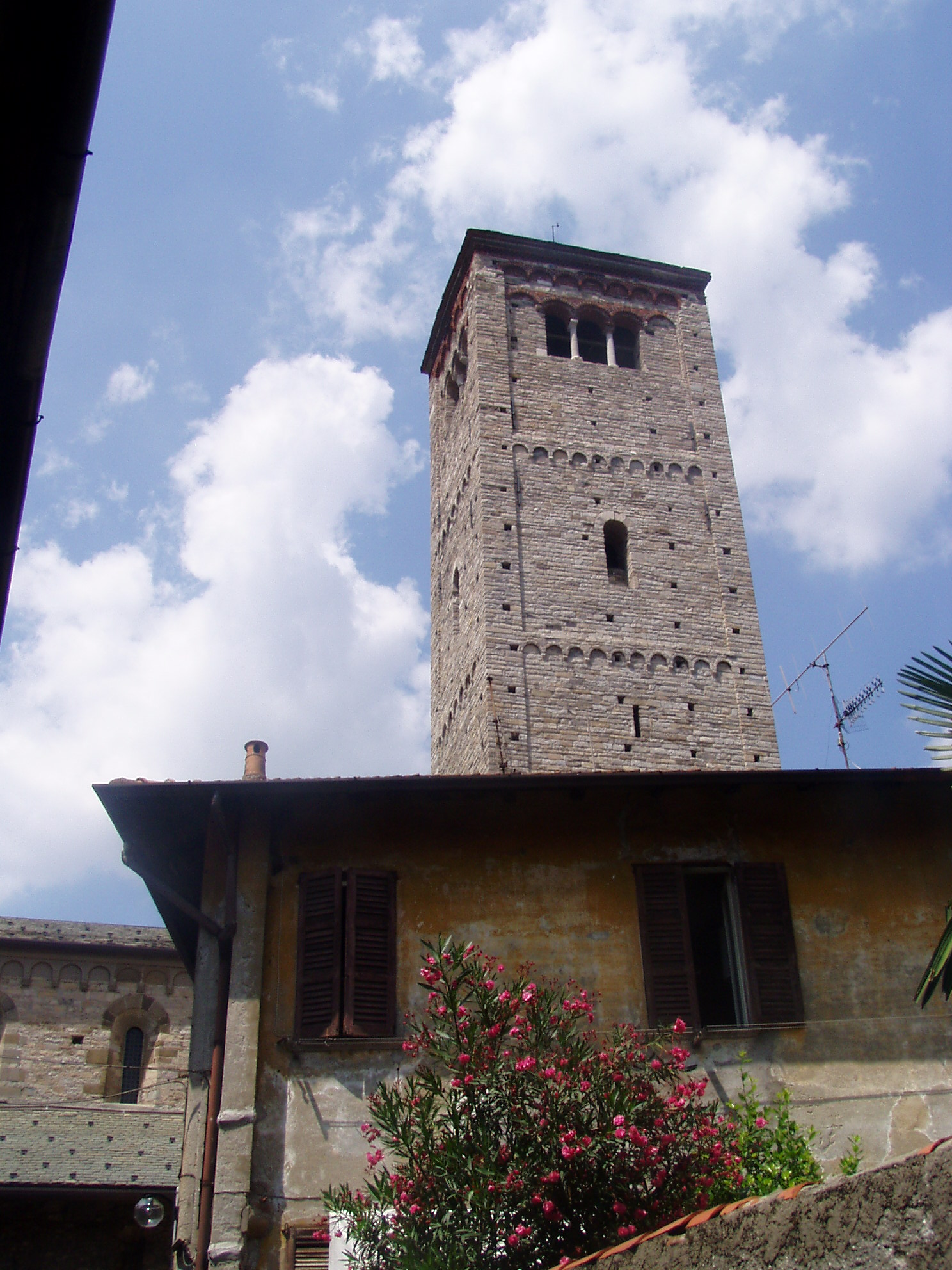
Базилика Сан-Карпофоро, Комо

Карпофор, Эксант, Кассий, Северин, Секунд и Лициний (лат. Carpophorus, Exanthus, Cassius, Severinus, Secundus, and Licinius; ум. ок. 295) — воины, мученики. Святые Католической церкви, дни памяти — 7 августа, 13 марта.
Карпофор, Кассий, Северин, Секунд и Лициний (Carpophorus, Exanthus, Cassius, Severinus, Secundus, and Licinius) были, согласно местному преданию, умучены в Комо во времена императора Максимиана.
Предания, касающиеся их жития, тесно связаны с житием святого Фиделия.
Храм святого Карпофора в Комо, по преданию, бывший храм Меркурия, принял останки святых воинов-мучеников.
Святой Карпофор часто почитается вместе со святым Фиделием, а также со святыми Фелином и Грацианом в городе Арона, где их память совершается 13 марта.

## Источник
- Alban Butler, Peter Doyle, Butler’s Lives of the Saints (Liturgical Press, 1996), стр. 196.